# 休闲性行为
休闲性行为（英語：Casual sex），或稱隨意性行為、非正式性行為、無負擔性行為，是发生在浪漫關係外的合意性活动，意味着性伴侶之间没有承诺、情感依恋或熟悉的关系。休闲性行为包括休闲约会、一夜情、性交易及交換配偶等。